# گروه جی‌آی
گروه جی‌آی (انگلیسی: Gi Group) شرکت خدمات حرفه‌ای ایتالیایی است، که در سال ۱۹۹۸ تأسیس شد.